# Колуин-Бей (футбольный клуб)
«Колуин-Бей» — валлийский футбольный клуб из города Колуин-Бей. Основан в 1881 году. В сезоне 2019/2020 выступает в зоне "Север" второй по значимости лиги Уэльса. Домашние матчи проводит на стадионе «Олд Колуин».
В Кубке Англии наивысший результат — второй раунд в розыгрыше-1995/96, где «Колуин-Бей» на выезде проиграл 0:2 «Блэкпулу».

## Титулы и трофеи
- Первый дивизион северной Премьер Лиги: 1991-92
- Уэльская лига (север): 1983, 1984
- North Wales Football Combination: 1930-31
- Кубок Уэльской национальной лиги: 1928
- North Wales Coast Challenge Cup: 1982, 1983, 1984, 1992, 1996, 1998